# Orthotomus sepium
Orthotomus sepium е вид птица от семейство Cisticolidae.

## Разпространение
Видът е разпространен в Индонезия.